# Ragwelellus
Ragwelellus is een geslacht van wantsen uit de familie van de Miridae (Blindwantsen). Het geslacht werd voor het eerst wetenschappelijk beschreven door Odhiambo in 1962.

## Soorten
Het genus bevat de volgende soorten:

- Ragwelellus bismarckensis Carvalho & Wallerstein, 1979
- Ragwelellus festivus (Miller, 1954)
- Ragwelellus gressitti Carvalho & Wallerstein, 1979
- Ragwelellus horvathi (Poppius, 1912)
- Ragwelellus indonesicus Carvalho & Wallerstein, 1979
- Ragwelellus kietae (Odhiambo, 1962)
- Ragwelellus luteonotatus Carvalho, 1981
- Ragwelellus magnificus Carvalho, 1981
- Ragwelellus morobensis Carvalho, 1981
- Ragwelellus nigrus Carvalho, 1981
- Ragwelellus numanumae (Odhiambo, 1962)
- Ragwelellus pallipes (Odhiambo, 1962)
- Ragwelellus peregrinus Odhiambo, 1962
- Ragwelellus rubrinus Hu & L.Y. Zheng, 2001
- Ragwelellus similis Carvalho, 1981
- Ragwelellus suspectus (Distant, 1904)
- Ragwelellus szentivanyi Carvalho & Wallerstein, 1979
- Ragwelellus thetis (Kirkaldy, 1908)
- Ragwelellus vittatus (Odhiambo, 1962)
- Ragwelellus wauensis Carvalho, 1981